# Chitimacha (langue)
Cet article concerne la langue chitimacha. Pour le peuple chitimacha, voir Chitimachas.
Le chitimacha est une langue amérindienne isolée parlée dans le Sud de la Louisiane, aux États-Unis, par les Chitimachas.
La langue est éteinte depuis le milieu du XXe siècle.

## Histoire de la langue
Au début du XVIIIe siècle, les Français rencontrent les Chitimachas dans le Sud de la  Louisiane. Le peuple, qui occupait les rives de Grand Lake et de Grand River, entre rapidement en guerre contre les Français, jusqu'à la paix de 1718.
Les Chitimachas se dispersent alors certains s'établissent sur le Bayou La Fourche et près de Plaquemine. Cette bande est depuis disparue. Le groupe qui s'installe sur le Bayou Teche, vit actuellement à Charenton. 

## Connaissance de la langue
En dehors du vocabulaire de Martin Duralde de 1802, fait à Franklin, dans l'actuelle Louisiane, l'étude du chitimacha débute réellement avec  Gatschet qui recueille des matériaux en 1881-1882 et les publie. En 1907 et 1908, John R. Swanton lui succède sur le terrain.
Le dernier linguiste à travailler sur le chitimacha, de 1932 à 1934, est Morris Swadesh, dont la plupart des données sont restées manuscrites. Benjamin Paul, avec qui Swadesh a travaillé, meurt en 1934. Six ans plus tard, Delphine Ducloux, la dernière chitimacha pouvant parler la langue meurt.

## Classification
Le chitimacha est considéré comme une langue isolée. Cependant Swanton a tenté de le regrouper avec d'autres isolats du Sud-Est des États-Unis, le tunica, le natchez et l'atakapa, et, au-delà avec les langues muskogéennes. Cette vision été continuée dans les travaux de Swadesh et de Haas. Cette dernière donne à cette famille de langues le nom de « langues du Golfe ». Cette proposition n'a pas réussi à s'imposer parmi les linguistes. 

## Phonologie
Les tableaux présentent la phonologie du chitimacha.

### Voyelles
|         | Antérieure    | Centrale      | Postérieure   |
| ------- | ------------- | ------------- | ------------- |
| Fermée  | i [i] iː [iː] |               | u [u] uː [uː] |
| Moyenne | e [e] eː [eː] |               | o [o] oː [oː] |
| Ouverte |               | a [a] aː [aː] |               |

### Consonnes
|               |               | Bilabiale | Dentale  | Palatale | Vélaire | Glottale |
| ------------- | ------------- | --------- | -------- | -------- | ------- | -------- |
| Occlusives    | Sourdes       | p [p]     | t [t]    |          | k [k]   | ʔ [ʔ]    |
| Occlusives    | Glottalisées  | p’ [p’]   | t’ [t’]  |          | k’ [k’] |          |
| Fricatives    | Fricatives    |           | s [s]    | š [ʃ]    |         | h [h]    |
| Affriquées    | Sourdes       |           | c [t͡s]   | č [t͡ʃ]   |         |          |
| Affriquées    | Glottalisées  |           | c’ [t͡s’] | č’ [t͡ʃ’] |         |          |
| Nasales       | Nasales       | m [m]     | n [n]    |          |         |          |
| Semi-voyelles | Semi-voyelles | w [w]     |          | y [j]    |         |          |